# Опатув (гміна, Опатовський повіт)
Гміна Опатув (пол. Gmina Opatów) — місько-сільська гміна у східній Польщі. Належить до Опатовського повіту Свентокшиського воєводства.
Станом на 31 грудня 2011 у гміні проживало 12423 особи.

## Територія
Згідно з даними за 2007 рік площа гміни становила 113.39 км², у тому числі:
- орні землі: 92.00%
- ліси: 2.00%

Таким чином, площа гміни становить 12.44% площі повіту.

## Населення
Станом на 31 грудня 2011:
| Опис     | Загалом | Загалом | Чоловіки | Чоловіки | Жінки | Жінки |
| -------- | ------- | ------- | -------- | -------- | ----- | ----- |
| одиниця  | осіб    | %       | осіб     | %        | осіб  | %     |
| все      | 12423   | 100     | 5956     | 47.94    | 6467  | 52.06 |
| міське   | 6831    | 100     | 3219     | 47.12    | 3612  | 52.88 |
| сільське | 5592    | 100     | 2737     | 48.94    | 2855  | 51.06 |

## Сусідні гміни
Гміна Опатув межує з такими гмінами: Бацьковіце, Войцеховіце, Іваніська, Ліпник, Садове, Цьмелюв.